# Amana anhuiensis
Amana anhuiensis är en liljeväxtart som först beskrevs av X.S.Shen, och fick sitt nu gällande namn av Ined. Amana anhuiensis ingår i släktet Amana och familjen liljeväxter. Inga underarter finns listade.